# Polyommatus dingleri
Polyommatus dingleri är en fjärilsart som beskrevs av Heinrich Andres och Adalbert Seitz 1923. Polyommatus dingleri ingår i släktet Polyommatus och familjen juvelvingar. Inga underarter finns listade i Catalogue of Life.